# Domaszowice (gmina)
Pour les articles homonymes, voir Domaszowice.
Domaszowice est une gmina rurale du powiat de Namysłów, Opole, dans le sud-ouest de la Pologne. Son siège est le village de Domaszowice, qui se situe environ 14 km à l'est de Namysłów et 43 km au nord de la capitale régionale Opole.
La gmina couvre une superficie de 113,86 km2 pour une population de 3 772 habitants.

## Géographie
La gmina inclut les villages de Domaszowice, Dziedzice, Gręboszów, Kopalina, Nowa Wieś, Piekło, Polkowskie, Siemysłów, Stary Gręboszów, Strzelce, Sułoszów, Świbne, Szerzyna, Wielka Kolonia, Wielołęka, Włochy, Woskowice Górne, Wygoda, Zalesie et Zofijówka.
La gmina borde les gminy de Namysłów, Pokój, Rychtal, Świerczów et Wołczyn.